# Steg the Slug
Steg the Slug, známá též jako Steg, je logická plošinová videohra z roku 1992 vyvinutá studiem Big Red Software a vydaná společností Codemasters. Hra vyšla pro počítače Amiga, Amstrad CPC, Atari ST, Commodore 64, MS-DOS a Sinclair ZX Spectrum.
Hráč ovládá slimáka Stega, jehož úkolem je nakrmit své potomstvo. Steg dokáže skákat a plazit se po stropě a stěnách. Chytá různé červy pomocí bublin ze slizu. Doprava potravy ale není tak snadná, neboť bubliny mohou prasknout pokud se setkají s různými překážkami, například ostrými předměty. Steg však může najít různé pomocné vybavení usnadňující mu jeho úkol, jako jsou robotické nohy nebo raketový motor. Hra obsahuje 10 úrovní. Po úspěšném dokončení každé úrovně k němu hráč dostane přístupové heslo.

## Přijetí
| Udělil        | Skóre |
| ------------- | ----- |
| Amiga Power   | 79 %  |
| Sinclair User | 90 %  |
| Your Sinclair | 87 %  |
| Zzap!64       | 90 %  |